# 足羽縣
足羽縣是日本於1871年至1873年期間曾經設立的行政區劃，縣廳設於足羽郡的福井城川口御門（位於現在的福井市），最初曾短暫名為福井縣，其管轄範圍包括過去明治維新以前的越前國北部地區；於1873年遭到廢除，廢除後轄區被併入敦賀縣。
雖然最初曾經名為福井縣，且縣廳也設在現今的福井市內，但足羽縣與現在的福井縣並沒有直接的繼承關係。

## 歷史
1871年日本實施廢藩置縣，原屬福井藩的地區在8月29日改隸屬福井縣，不過在同年底開始進行第一次府縣整併中，位於越前國北部包括坂井郡、足羽郡、吉田郡、大野郡、丹生郡在內區域中，原屬福井縣、丸岡縣、西尾縣、大野縣、郡上縣、勝山縣、鯖江縣、本保縣等由舊藩領改設的縣，在12月31日被整併為新設立的福井縣，但僅一個月後的1872年1月29日，新縣改依據縣廳所在地的郡名更名為足羽縣。
1873年1月14日，足羽縣遭到廢除，轄區被併入管轄原越前國南部及若狹國的敦賀縣，合併後敦賀縣的轄區即與現在的福井縣相同。但在1876年的第二次府縣整併中，敦賀縣在8月21日遭到廢除，位於木之芽峠以北的嶺北地區，包括原先的足羽縣轄區被併入石川縣。
不過當時的石川縣轄區除了包括現在的石川縣以外，還包括現在的富山縣以及福井縣的嶺北地區，因為轄區非常大，造成管理上遇到困難，因此在1881年2月7日又將嶺北地區分出，與先前也被併入滋賀縣的嶺南地區一同劃設為新縣，雖然新縣的轄區與先前的敦賀縣相同，但由於新的縣廳設在福井（位於現在的福井市），因而命名為「福井縣」。

### 轄區
- 越前國
  - 坂井郡
  - 足羽郡
  - 吉田郡
  - 大野郡
  - 丹生郡

## 歴任知事
| 職稱       | 姓名     | 上任日期       | 卸任日期      | 備註                         |
| ---------- | -------- | -------------- | ------------- | ---------------------------- |
| 參事       | 村田氏壽 | 1871年12月31日 | 1873年1月14日 | 前福井縣大參事、原福井藩藩士 |
| 參考資料： |          |                |               |                              |